# Flaga Zimbabwe
Flaga Zimbabwe – jeden z symboli narodowych Zimbabwe.

## Opis

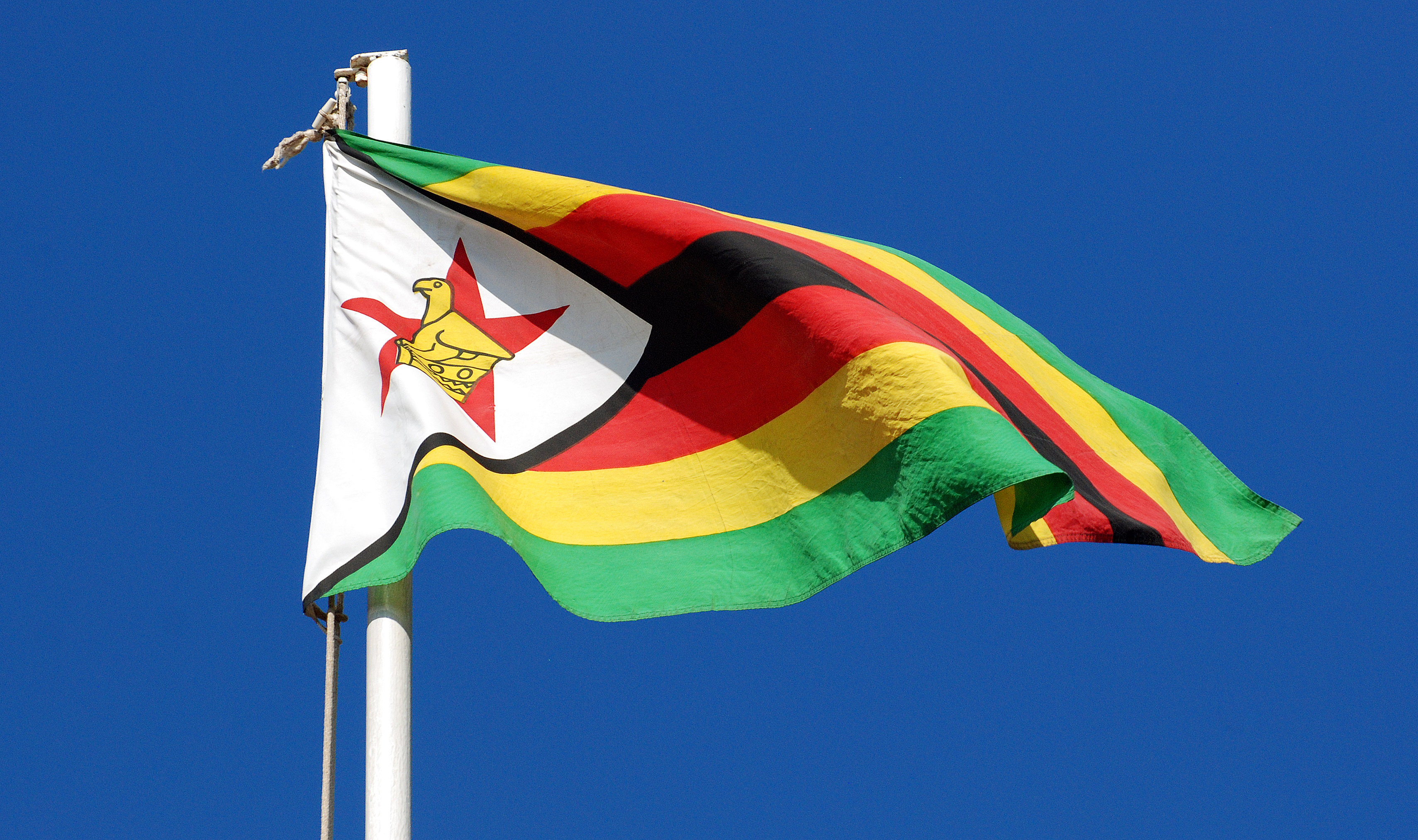
Flaga Zimbabwe łopocząca na wietrze

Flaga jest prostokątem 1:2. Jest podzielona na 7 równych pasów. Pasy mają kolor (idąc od góry do środka) zielony, złoty, czerwony i czarny. Od strony masztowej posiada biały trójkąt, na którym jest czerwona gwiazda z Ptakiem Zimbabwe.

## Symbolika[1]

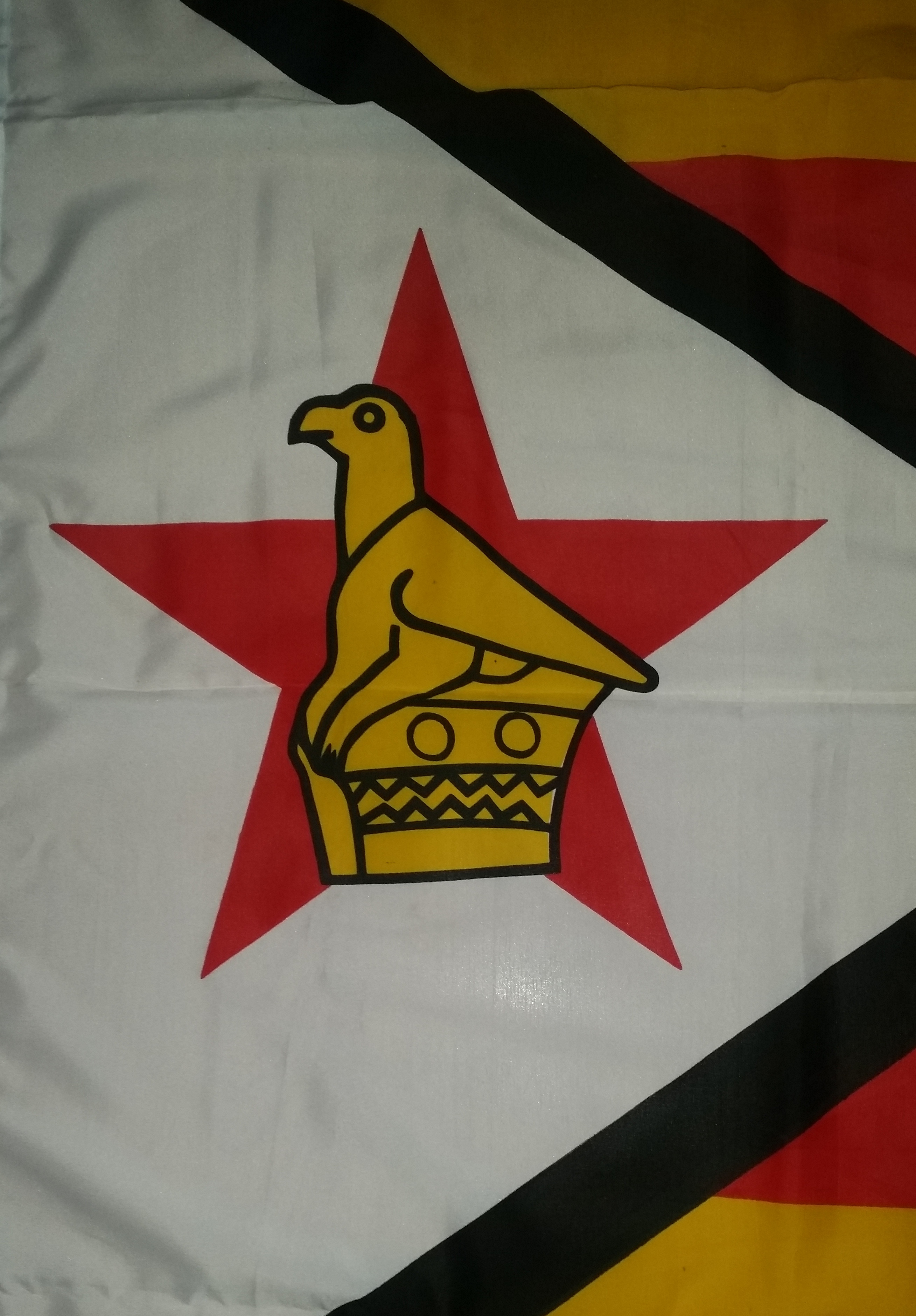
Ptak Zimbabwe na fladze wyprodukowanej w Zimbabwe

Poszczególne kolory na fladze symbolizują:
- Zielony: rolnictwo i roślinność,
- Złoty: bogactwo mineralne państwa;
- Czerwony: krew przelaną w trakcie walki o wyzwolenie,
- Czarny: czarnoskórą większość,
- Biały: pokój,
- Czerwona Gwiazda: aspiracje narodowe Zimbabwe,
- Ptak Zimbabwe: symbol narodowy.

## Historia

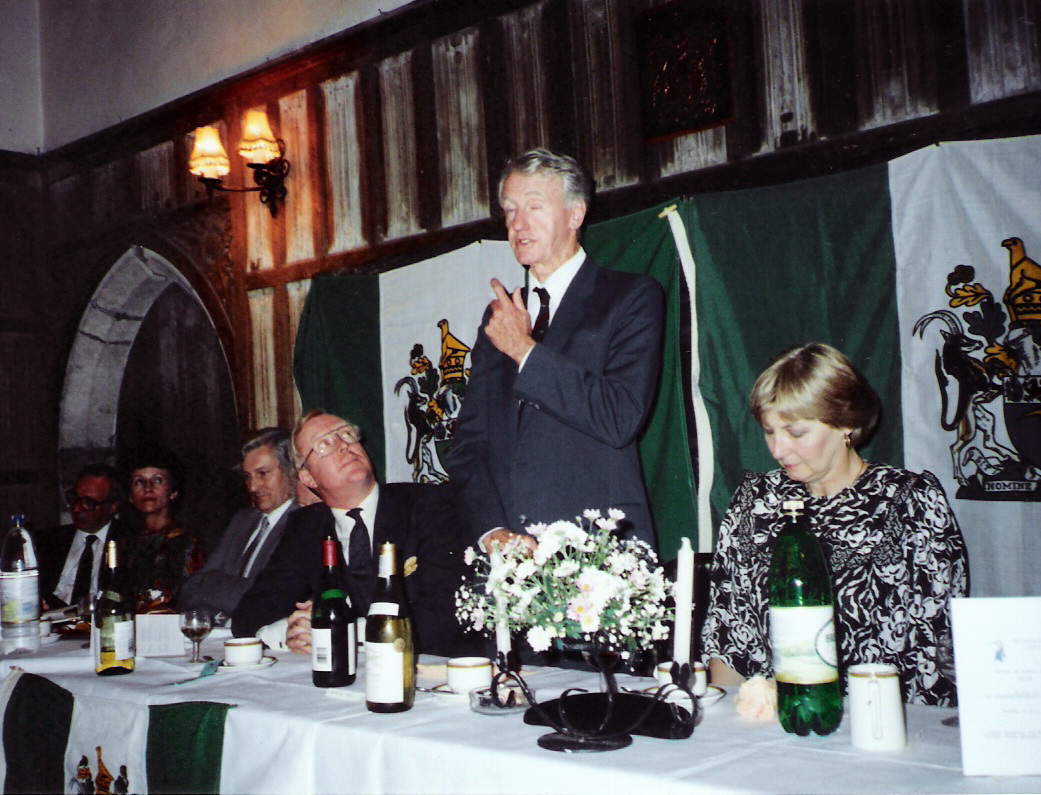
Ian Smith na tle flag Rodezji podczas przemówienia

W 1890 tereny dzisiejszego Zimbabwe, w ramach wyścigu o Afrykę, zostały zajęte przez Brytyjską Kompanie Południowoafrykańską. Podczas sprawowania administracji przez kompanię nad kolonią oficjalną flagą kolonii była flaga kompanii. Flagą tą była flaga Wielkiej Brytanii, z umieszczonym na środku logiem kompanii, przedstawiającym lwa z kłem w łapie, a pod nim napisem „B.S.A.C.”. W 1923 roku rząd brytyjski przejął władzę w kolonii. Przez niechęć białych kolonistów do przyłączenia się do Związku Południowej Afryki została utworzona Rodezja Południowa. Została również uchwalona nowa flaga kolonii. Była to niebieska flaga, z umieszczoną w kantonie flagą Wielkiej Brytanii oraz herbem kolonii po prawej stronie. Rodezja Południowa w 1953 roku weszła w skład federacji Federacji Rodezji i Niasy. W trakcie istnienia federacji flagą był brytyjski Blue Ensing z godłem federacji po prawej stronie flagi. W 1963 federacja została rozwiązana, a Rodezja Południowa znów stała się autonomiczną kolonią. 
W październiku 1965 roku biała mniejszość zamieszkująca kolonię, pod przywództwem Iana Smitha, jednostronnie ogłosiła niepodległość, jednocześnie zmieniając nazwę kraju na Rodezja. Od 1964 do 1968 używano podobnej flagi do flagi Rodezji Południowej, acz z bardziej jasnym odcieniem niebieskiego. 11 listopada 1968, w trzecią rocznicę ogłoszenia niepodległości, przyjęto nową flagę, aby zaznaczyć zerwanie więzi z Wielką Brytanią. Nowa flaga składała się z pionowych dwóch pasów zielonych oraz jednego pasa białego pośrodku z godłem Rodezji.
W latach 1964–1979 toczyła się wojna domowa między białymi siłami rządowymi a czarnoskórą partyzantką, która walczyła o prawa czarnych. W 1977 roku rząd Iana Smitha, pod naciskiem USA, Wielkiej Brytanii i RPA, rozpoczął negocjacje z partyzantami, które się zakończyły rok później. Utworzono nowy rząd tymczasowy, a we wrześniu 1979 proklamowano państwo Zimbabwe-Rodezja. Wraz z proklamacją nowego państwa uchwalono nowy wygląd flagi. Flaga została zaprojektowana przez porucznika Rodezyjskich Sił Powietrznych Cedrica Herberta. Flaga składała się z pionowego czarnego paska z białym obrzeżeniem po prawej stronie oraz z trzema poziomymi paskami: czerwonym, białym i zielonym. W kantonie znajdował się Ptak Zimbabwe. Kolor czarny symbolizował osiągnięcie demokracji, czerwony walki o niepodległość, a żółty bogactwa naturalne. Pionowy biały pasek symbolizował białą mniejszość, a poziomy pokój. Kompromis jednak nie został uznany przez Patriotyczny Front Zimbabwe, ze względu na to, że członkowie partyzantki nie zostali zaproszeni do rządu. W wyniku konferencji w Londynie i mediacji Wielkiej Brytanii tymczasowo przywrócono Rodezji status kolonii.
Aktualna wersja flagi Zimbabwe została przyjęta 22 marca 1980 roku. Po raz pierwszy została podniesiona o północy między 17 a 18 kwietnia 1980 roku, wraz z proklamacją niepodległości Republiki Zimbabwe.

## Flagi wojskowe

Flaga sił zbrojnych Zimbabwe
Flaga sił powietrznych Zimbabwe
Flaga sił obronnych Zimbabwe

## Historyczne wersje flagi

### Sztandary osób rządzących

Sztandar gubernatora Rodezji Południowej w latach 1923–1951
Sztandar gubernatora Rodezji Południowej w latach 1951–1952
Sztandar gubernatora Rodezji Południowej w latach 1952–1965 (de jure do 1970)
Sztandar prezydenta Rodezji w latach 1970–1979
Sztandar premiera Zimbabwe Rodezji z 1979 roku
Sztandar prezydenta Zimbabwe w latach 1981–1986

### Flagi wojskowe

Flaga marynarki Brytyjskiej Kompanii Południowoafrykańskiej w latach 1890–1923
Flaga armii Rodezji w latach 1970–1980
Flaga królewskich sił powietrznych Federacji Rodezji i Niasy w latach 1953–1963
Flaga królewskich sił powietrznych Rodezji w latach 1964–1970
Flaga sił powietrznych Rodezji w latach 1970–1979
Flaga sił powietrznych Zimbabwe Rodezji z 1979 roku

### Flagi państwowe

Flaga Brytyjskiej Kompanii Południowoafrykańskiej w latach 1890–1923
Flaga Rodezji Południowej w latach 1923–1953 oraz 1979-1980
Flaga Federacji Rodezji i Niasy w latach 1953–1963
Flaga Rodezji w latach 1964–1968
Flaga Rodezji w latach 1968–1979
Flaga Zimbabwe Rodezji z 1979 roku